# Шоу Рена та Стімпі
«Шоу Рена і Стімпі» (The Ren and Stimpy Show) — американський анімаційний серіал, створений канадським аніматором українського походження Джон Крісфалузі (відомішим як Джон К). Серіал розповідає про пригоди двох антропоморфних звірів, пса Рена і кота Стімпі.
Спочатку серіал виходив в ефір на музичному каналі MTV. Пізніше був переведений для показу на дитячому кабельному каналі Nickelodeon, де виходив в ефір у неділю вранці до середини 90-х років, продовжуючи при цьому успішно транслюватися на MTV. «Шоу Рена і Стімпі» заробила репутацію серіалу з провокаційним, деструктивним гумором, викликаючи численні дискусії рівнем насильства та образністю жартів, а також частим зверненням до теми туалетного гумору (так, епізод «Stimpy's First Fart» оповідає про те, як Стімпі вперше в житті пустив вітер і що відбувалося з випущеним на волю згустком газу). У 1992 році у Nickelodeon звільнив Крісфалусі і відсторонив студію Spümcø від виробництва серіалу, передоручивши його новоствореному підрозділу Games Animation, яке займалося виробництвом шоу аж до його закриття в 1996.

## Основні персонажі
Головні герої шоу — Рен Гоек (англ. Ren Höek) і Стімпсон Дж. Кет (англ. Stimpson J. Cat).
Рен (повне ім'я Марлін Рен Т. Гоек) — чихуахуа-астматик, невротичний і деспотичний псевдоінтеллектуал, схильний до насильства і схильний до частих нападів люті. Улюблена фраза при зверненні до Стімпі: «Ти ідіот!» Анімаційний критик Мартін Гудмен (Martin Goodman) охарактеризував Рена як «худого, пригніченого, агресивного психопата». Перший і другий сезони Рена озвучував сам Джон Крісфалузі.
Стімпі — безхвостий кіт породи Менкс, повна протилежність Рену: добродушний, товстий і неймовірно тупий. Стімпі озвучив актор озвучування Біллі Вест (який пізніше назвав роботу з озвучування Стімпі однією з найулюбленіших у своїй кар'єрі).
Спочатку Рен і Стімпі були задумані Джоном Крісфалусі як домашні вихованці іншого персонажа на ім'я Джордж Лікер (George Liquor, у версії від), що став пізніше головним героєм шоу The Goddamn George Liquor Program. Вперше Джордж Лікер з'являється на екрані саме в «Шоу Рена і Стімпі». Керівництво Nickelodeon поставилося до появи цього персонажа різко негативно. Неофіційна версія свідчить, що звучання імені «Джордж Лікер» було визнано занадто двозначним для дитячого шоу.

### Період Spümcø (1991—1992)
У 1989 рік у Крісфалусі продав права на «Шоу Рена і Стімпі» дитячому телевізійному каналу Nickelodeon. Перший епізод шоу вийшов в ефір 11 серпня 1991 рік а, між показом серіалу Doug і Rugrats. Spümcø здійснювала виробництво серіалу впродовж двох наступних років, вперто долаючи тиск з боку керівництва Nickelodeon, яке намагалося нав'язати свої стандарти і підходи до анімації.
Аніматор Білл Рей (Bill Wray) згадує, що у Крісфалусі йшло на виробництво одного півгодинного епізоду від двох до восьми місяців, і називає ідеальним виробничим періодом для Крісфалусі цифру в чотири півгодинних мультфільму за рік.

#### Звільнення Крісфалусі
У 1992 рік у Nickelodeon звільняє Джона Крісфалусі. Виробництво серіалу перепоручается новоствореної студії Games Animation, яку очолює колишній колега і підлеглий Крісфалусі, аніматор і режисер Боб Кемп. Крісфалусі називає причиною свого звільнення епізод «Man's Best Friend», в якому Рен б'є Джорджа Ликера веслом. Виконавчих продюсерів Nickelodeon обурила жорстокість сцени.
Білл Рей розповідає, що основною причиною складних стосунків між Крісфалусі і Nickelodeon було порушення перший термінів прем'єрного показу серій. За словами Рея, Крісфалусі неодноразово намагався донести до менеджерів з Nickelodeon, що анімація не терпить поспіху. Він вважав, що якість продукту набагато важливіше термінів, і це сприймалося продюсерами Nickelodeon як спроба загальмувати процес.
Рей підкреслює, що в ситуації навколо «Шоу Рена і Стімпі» не можна однозначно вказати винного, ніхто не ідеальний, помилки були допущені з обох сторін і не варто випускати з виду, що Крісфалусі продав Nickelodeon всі права на шоу, так що канал був законним власником проекту.
Актор Біллі Вест також вказує причиною звільнення Крісфалусі порушення поставлених термінів. Тема зриву прем'єри нових епізодів «Шоу Рена і Стімпі» також пародії в мультсеріалі Сімпсони (епізод The Front 4-го сезону, в якому «Шоу Рена і Стімпі» є основним конкурентом «Шоу Чух і Чарапушки» у конкурсі мультфільмів).

Сам Крісфалусі говорить про те, що продюсери Nickelodeon не були здатні зрозуміти ідею мультфільму в принципі. У своєму блозі він згадує, як проходили переговори з представниками каналу: 
|  | Я кажу: «Ми хотіли б зробити мультик про Рена і Стімпі в космосі». А вони: «Що значить у космосі? Як вони потрапили в космос? »Я:« Ну, просто в цьому мультику вони перебувають у космосі ». «Це безглуздо. Діти цього не зрозуміють »- кажуть мені. Тоді я запитую: «Люди, ви взагалі раніше бачили мультики? Іноді Багз Банні виявляється в космосі. Іноді він - печерна людина. А іноді він у лісі. Це мультик! »Вони цього ніколи не розуміли. |

### Період Games Animation (1992—1996)
Після того як Nickelodeon передоручив виробництво серіалу Games Animation, роль сценариста і режисера дісталася аніматору Бобу Кемп (Bob Camp). Біллі Вест бере на себе озвучування Рена. У своєму інтерв'ю Вест відзначає, що продюсери задавалися питанням «Що ми можемо зробити, щоб Рен і Стімпі були смішними?» Замість того, щоб запитати себе «Що б зробив Джон?»
Протягом сезону 1992—1993 років Боб Кемп в основному використовував напрацювання Крісфалусі, в ефір виходили готові епізоди, вироблені ще під керівництвом Крісфалусі, і кілька перемонтована серій. Однак пізніше ситуація ускладнилася. 

На думку телевізійних критиків, останні три роки свого існування «Шоу Рена і Стімпі» «повільно, болісно вмирало в агонії». Глядачі відзначали помітну деградацію як гумору, так і якості анімації. Джон Крісфалузі описав продукцію Games Animation як «марнування грошей, яка вбила» Шоу Рена і Стімпі "".
У листопаді 1996 році, Nickelodeon закрив шоу, завершивши його різдвяним епізодом «A Scooter For Yaksmas».

### Ren and Stimpy «Adult Party Cartoon» (2003—2004)
У 2002 році на запрошення Viacom, власника Nickelodeon, MTV та інших, Джон Крісфалузі відновлює роботу над «Шоу Рена і Стімпі» для каналу Spike TV, і в 2003 починається показ Ren & Stimpy «Adult Party Cartoon». Нова версія виходить в ефір пізно ввечері і класифікується як «тільки для дорослої аудиторії». Як мається на увазі назвою, шоу зачіпає доросліші теми: явні вказівки на гомосексуальні відносини між головними героями, сцени жіночої наготи і жорстокіші сцени невиправданого насильства.
Шоу починалося з епізоду, забороненого на Nickelodeon — «Man's Best Friend». Крісфалусі був зайнятий виробництвом трьох із заявлених дев'яти епізодів одночасно. Після показу трьох епізодів шоу було зняте з ефіру.

## Вплив на популярну культуру
- Джордж (Хорхе) Гутієррез, американський аніматор мексиканського походження, творець серіалу «El Tigre: The Adventures of Manny Rivera» в інтерв'ю журналу «Animation World Magazine» зізнався, що на нього величезний вплив зробив серіал «Шоу Рена і Стімпі». У команді Гутієррез також працювало кілька людей, які свого часу були безпосередньо задіяні у виробництві «Шоу Рена і Стімпі»[12].
- Історик анімації Мартін Гудмен (Martin Goodman) на прізвисько «Dr. Toon» називає як мінімум два мультсеріалу клонами Рена та Стімпі: «Два дурних пса» (Hanna-Barbera Cartoons) і  The Schnookums and Meat Funny Cartoon Show [en].
- У середині 90-х рр. в коміксах про Карателя від Marvel Comics кілька разів використовувалися образи Рена і Стімпі (у вигляді плюшевих іграшок на місці перестрілки в парку, у вигляді рекламного бігборду над лінією метро і т. д.)
- Рен і Стімпі двічі фігурували в мультсеріалу Сімпсони (4-й сезон) у вигляді пародії: в епізодах «Brother from the Same Planet» і «The Front».

## Комп'ютерні ігри
Ігри, що використовують вигадану всесвіт «Шоу Рена і Стімпі», в різні роки виходили на різних ігрових платформах, таких як: Sega Genesis, Sega Game Gear, Sega Master System, SNES, NES, Game Boy, PC, PlayStation і Game Boy Advance. Більшість з них було випущено видавництвом THQ.
- Ren and Stimpy: Space Cadets для Game Boy — 1992 р.
- Ren & Stimpy Show: Buckaroo $ для NES і Super NES — 1993, 1995 рр..
- The Ren & Stimpy Show: Veediots ! для Super NES і Game Boy — 1993 р.
- Ren and Stimpy: Quest for the Shaven Yak для Sega Game Gear і Sega Master System — 1993, 1995 рр..
- Ren & Stimpy: Stimpy's Invention для Sega Genesis — 1993 р.
- Ren & Stimpy Show: Fire Dogs для Super NES — 1994 р.
- Ren & Stimpy Show: Time Warp для Super NES — 1994 р.
- Nicktoons Racing для PC, PlayStation і Game Boy Advance
- Ren & Stimpy Pinball для мобільних телефонів.
- Nicktoons: Attack of the Toybots для Wii і PlayStation 2

## Виноски
1. ↑  John K talks Ren & Stimpy, Mighty Mouse, Ralph Bakshi. TORn Tuesday. 1 серпня 2012. Архів оригіналу за 18 травня 2017. Процитовано 27 листопада 2016.
2. ↑  Епізод вийшов в ефір під назвою «Son of Stimpy»
3. ↑  The Ren And Stimpy Show: Seasons Three And A Half-ish. Архів оригіналу за 16 червня 2007. Процитовано 23 січня 2011.
4. ↑  Cartoons Aren't Real! Ren and Stimpy In Review [Архівовано 27 грудня 2001 у Wayback Machine.], журнал «Animation World Magazine» [Архівовано 13 травня 2008 у Wayback Machine.], березень 2001
5. 1 2  index4.htm FAQ на офіційному сайті Біллі Веста
6. ↑  Ім'я персонажа Джорджа Ликера «Liquor» при вимові звучить приблизно так само, як «lick her», тобто «лизни її».
7. ↑  Слід зазначити, що аж до 1992 рік а, а саме освіти Games Animation Nickelodeon не мав власної студією з виробництва анімації і працював виключно зі сторонніми підрядчиками, такими як Spümcø.
8. ↑  «Bill Wray.» David Anthony Kraft's Comics Interview # 122. 1993
9. ↑  «When Cartoons Were Cartoony»: John Kricfalusi Presents [Архівовано 8 червня 2007 у Wayback Machine.], журнал . awn.com / «Animation World Magazine» [Архівовано 4 серпня 2013 у Wayback Machine.]
10. ↑  Епізод був заборонений і не виходив в ефір на території Північної Америки до запуску в 2003 році Ren & Stimpy «Adult Party Cartoon ».
11. ↑  profits.html Запис від 16 серпня 2007 року у блозі Джона К. John K. Stuff!
12. ↑  An Interview with El Tigre's Jorge Gutierrez в журналі Animation World Magazine [Архівовано 10 травня 2009 у Wayback Machine.] (англ.)